# High Raise (Langdale)
High Raise è una montagna delle Central Fells nel Lake District in Inghilterra che non deve essere confusa con l'altra High Raise che si trova nelle Far Eastern Fells. High Raise non è la più spettacolare del comprensorio; tuttavia, con l'altezza di 762 metri è il punto più alto della catena. High Raise è comunemente considerata la montagna più centrale della zona e questa posizione dà un buon punto di vista per ammirare le montagne circostanti e oltre. Dalla cima è possibile vedere tutte le montagne sopra i 914 metri (Skiddaw, Helvellyn e Scafell Pike), anche quelle più distanti, tra cui Yorkshire Three Peaks nello Yorkshire Dales (60 km) e Morecambe Bay (40 km).

## Cima e vista
La cima stessa, che è nota anche con il nome di High White Stones a causa di un'infarinatura di massi grigi nelle vicinanze del punto più alto, ha una stazione di triangolazione della Ordnance Survey e un gran tumulo che funge anche da riparo del vento; un recinto in rovin attraversa la sommità del plateau.
La vista è ampia come si addice alla posizione centrale della cima da cui sono visibili tutti i principali gruppi di montagne. L'unica delusione sono i Langdale Pikes, che visti da questo punti perdono la maggior parte del loro carattere distintivo. Si vedono solo piccole parte dei laghi Bassenthwaite e Derwentwater.

## Salite
Le risalite di High Raise in genere partono da Stonethwaite a Borrowdale o dal New Dungeon Ghyll Hotel a Great Langdale, anche se i percorsi partono anche da Grasmere e Thirlmere. La salita da Stonethwaite da agli escursionisti la possibilità di scalare la vicina montagna di Ullscarf, mentre il percorso da Great Langdale permette di visitare Langdale Pikes sia prima che dopo aver scalato High Raise.

## Topografia
La montagna è il punto d'incontro di molte catene. Il principale spartiacque delle Central Fells può essere visto a forma di 'L'con High Raise, il punto più alto, che si trova nel mezzo. Il crinale a nord continua verso Ullscarf e High Seat attraverso le basse montagne sopra Keswick. A sud est la spina continua verso Blea Rigg e Silver How, terminando a Loughrigg Fell sopra Grasmere e Rydal Water.
A est troviamo una serie di crinali sussidiari, derivanti da Sergeant Man. Questa cima rocciosa è parte di High Raise, ma è considerata da molti una montagna a sé stante a causa della sua forma.. Oltre si trovano Calf Crag, Gibson Knott, Helm Crag, Steel Fell e Tarn Crag. A sud di High Raise troviamo la sua discesa più famosa, Langdale Pikes. Queste alture pittoresche formano il parapetto del plateau a sud di High Raise, che si estende sopra la valle ed è il centro della vista panoramica.

## Geologia
High White Stones è un affioramento della Formazione di Lincomb. Consiste in tufo di lapilli di dacite e arenaria di piroclasti. Queste rocce sono sovrastate da tillite nel resto della cima.